# Лисицын, Константин Михайлович
Константин Михайлович Лисицын (19 мая 1921 — 10 сентября 2016, Москва, Российская Федерация) — советский и российский хирург, главный хирург Министерства обороны СССР (1978—1986), член-корреспондент АМН СССР (1984), член-корреспондент РАН (2014), генерал-лейтенант медицинской службы.

## Биография
Член ВКП(б) с 1944 года.
По архивным данным с 1939 года на службе в РККА.
В 1940 году поступил в Военно-морскую медицинскую академию, в июле 1941 года в составе 4-й бригады морской пехоты ушёл на Ленинградский фронт. Воевал командиром пулемётного взвода, командиром взвода конной разведки, участвовал в обороне Ленинграда, а затем проходил службу на Балтийском флоте в должности фельдшера дивизиона бронекатеров.
19 июля 1944 года был награждён орденом Красной Звезды В наградном листе сказано:
Медаль «За победу над Германией в Великой Отечественной войне 1941—1945 гг.»
После завершения Великой Отечественной войны и окончания Военно-медицинской академии — служил на кораблях и в частях Балтийского флота, затем была учёба в адъюнктуре ВММА, где в 1954 году защитил кандидатскую диссертацию, тема: «Первичный отсроченный шов при хирургической обработке огнестрельных ран».
Затем продолжил научную и педагогическую деятельность продолжал на кафедре факультетской хирургии Военно-медицинской академии.
В 1964 году защитил докторскую диссертацию, посвященную различным методам трансплантации костной ткани для замещения больших дефектов трубчатых костей.
Выступил одним из основателей Военно-медицинского факультета при Горьковском медицинском институте и с 1965 по 1970 год был первым начальником кафедры военно-полевой хирургии. Под его руководством на кафедре изучались различные проблемы военной хирургии, в том числе и лечение пострадавших с синдромом длительного сдавливания.
С 1970 года - главный хирург Центрального военного клинического госпиталя имени А. А. Вишневского и одновременно заместитель главного хирурга Министерства обороны СССР; выполнил ряд фундаментальных исследований по актуальным вопросам военно-полевой хирургии. С 1981 года одновременно начальник кафедры хирургии военно-медицинского факультета ЦПУ врачей.
С 1976 по 1990 годы — главный хирург Министерства обороны СССР. За эти годы внес большой вклад в дело совершенствования организации хирургической помощи в Вооруженных Силах.
В 1984 году был избран членом-корреспондентом АМН СССР, а в ходе присоединения РАМН к РАН — членом-корреспондентом РАН.
Автор свыше 150 научных работ, посвященных вопросам организации хирургической помощи в военно-полевых условиях, хирургии аорты и других магистральных сосудов, желудочно-кишечного тракта, гнойной инфекции, а также частным проблемам экстренной и военно-полевой хирургии. Вел работы по разработке актуальных проблем хирургии пищевода, органов брюшной полости, новых реконструктивно-восстановительных операций, оказал большую практическую и методическую помощь медицинской службе 40-й Армии в организации лечения раненых в период боевых действий в Афганистане.
Избирался членом президиума правления Всесоюзного общества хирургов, президиума Ученого медицинского совета министерства здравоохранения СССР, председателем комитета по хирургии Ученого медицинского совета Министерства здравоохранения СССР. Являлся членом редакционных коллегий журналов «Хирургия», «Военно-медицинский журнал».
Похоронен на Троекуровском кладбище (5 участок).

## Награды и звания
- Государственная премия СССР — за разработку и внедрение в практику военно-полевой хирургии современных методов реконструктивно-восстановительных операций при огнестрельных ранениях
- Ордена Ленина [уточнить]
- Орден Отечественной войны I степени
- Два ордена Красной Звезды
- Два ордена «За службу Родине» III степени
- Медаль «За боевые заслуги»
- 5 медалей иностранных государств
- Серебряная медаль ВДНХ — за разработку метода временного подключения изолированной аллопочки для проведения сеансов гемодиализа
- медали